# Foschenroda
Foschenroda ist ein Ortsteil der Stadt Netzschkau im nordöstlichen Vogtlandkreis
(Freistaat Sachsen). Er wurde am 1. Januar 1974 eingemeindet.

## Geographie

### Geographische Lage
Foschenroda liegt im Süden des Gebiets der Stadt Netzschkau. Der Ort befindet sich im Osten des Naturraumes Vogtland im sächsischen Teil des historischen Vogtlands. Foschenroda liegt in einer Geländemulde am Nordrücken des Hundsbergs  (420 m ü. NHN), der im Osten vom Limbach und im Westen vom Stoppbach begrenzt wird. Beide Flüsse münden in die Göltzsch. Foschenroda besteht aus dem Oberdorf im Westen und dem Unterdorf im Osten. Sie werden durch die Bahnstrecke Leipzig–Hof (Sachsen-Franken-Magistrale) voneinander getrennt.

### Nachbarorte
| Brockau     | Netzschkau                                  | Lambzig    |
|             | Kompassrose, die auf Nachbargemeinden zeigt | Lauschgrün |
| Reimersgrün | Limbach                                     |            |

## Geschichte
Foschenroda wurde im Jahr 1440 erstmals urkundlich erwähnt. Die Siedlungsform als Platzdorf, d. h. die unregelmäßige Anordnung der Güter um einen Dorfplatz deutet auf einen slawischen Ursprung des Orts hin. Vermutlich ließen sich im 12./13. Jahrhundert Franken im Dorf nieder. Der Ortsname ist ein slawisch-deutscher Mischname, welcher wahrscheinlich aus Bos (Kurzform von Boguslaw) oder einem ähnlichen slawischen Vornamen entstand. Das B wurde später zu V bzw. F eingedeutscht. Die Bedeutung von Foschenroda lässt sich auch mit ausgerodetes Land deuten.
Kirchlich war Foschenroda bis ins 19. Jahrhundert nach Mylau gepfarrt, seitdem gehört der Ort zur Kirchgemeinde Netzschkau. Die Grundherrschaft über Foschenroda lag bis ins 19. Jahrhundert beim Rittergut Netzschkau, zu dem das Vorwerk Foschenroda gehörte. Das Vorwerk befand sich am Standort des Lorberschen Gasthofes und wurde später zum Wohnhaus umgebaut. Ende der 1970er Jahre wurde ein Großteil des Gebäudes abgerissen. An seiner Stelle befindet sich heute ein Eigenheim.
Foschenroda gehörte bis 1856 zum kursächsischen bzw. königlich-sächsischen Amt Plauen. 1856 wurde der Ort dem Gerichtsamt Reichenbach und 1875 der Amtshauptmannschaft Plauen angegliedert. Südlich des Dorfs wurde aus der „Polenzgrube“ zwischen 1862 und 1901 das Eisensilikat Thuringit abgebaut. 40 bis 50 Arbeiter belieferten zu dieser Zeit die damalige Königin Marienhütte in Cainsdorf bei Zwickau täglich mit 45 bis 50 dt. Erz. Ende des Zweiten Weltkriegs wurden im Februar 1945 bei einem Bombennotabwurf der Gasthof Lenk, zwei Scheunen und der obere Teich beschädigt.
Durch die zweite Kreisreform in der DDR kam die Gemeinde Foschenroda im Jahr 1952 zum Kreis Reichenbach im Bezirk Chemnitz (1953 in Bezirk Karl-Marx-Stadt umbenannt), der ab 1990 als sächsischer Landkreis Reichenbach fortgeführt wurde und 1996 im Vogtlandkreis aufging.
Am 1. Januar 1974 wurde Foschenroda in die Stadt Netzschkau eingemeindet.

## Verkehr
Am Unterdorf führt im Osten die herabgestufte ehemalige Bundesstraße 173 vorbei. Foschenroda wird durch die Trasse der Bahnstrecke Leipzig–Hof (Sachsen-Franken-Magistrale) in das Ober- und Unterdorf geteilt. Die nächsten Stationen befinden sich in Netzschkau und Limbach.
Der Ort ist mit der vertakteten RufBus-Linie 86 des Verkehrsverbunds Vogtland an Netzschkau, Mylau und Reichenbach angebunden.